# Dubaj (emirat)
Dubaj je eden sedmih emiratov v Združenih arabskih emiratih. Po številu prebivalcev je največji med emirati, po površini pa je od njega večji Abu Dabi. Ima približno 2,2 milijona prebivalcev, od katerih velika večina živi v glavnem mestu Dubaj.
V preteklosti je večinski delež prihodkov emirata predstavljal izvoz nafte, odtlej pa se je Dubaj usmeril tudi v poslovni in turistični sektor. Danes je glavno mesto emirata eno najznamenitejših turističnih središč 21. stoletja, ki ga zaznamujejo ambiciozni gradbeni projekti. Od leta 1833 mu vlada dinastija Al Maktoum.